# Ouvertüre 1812

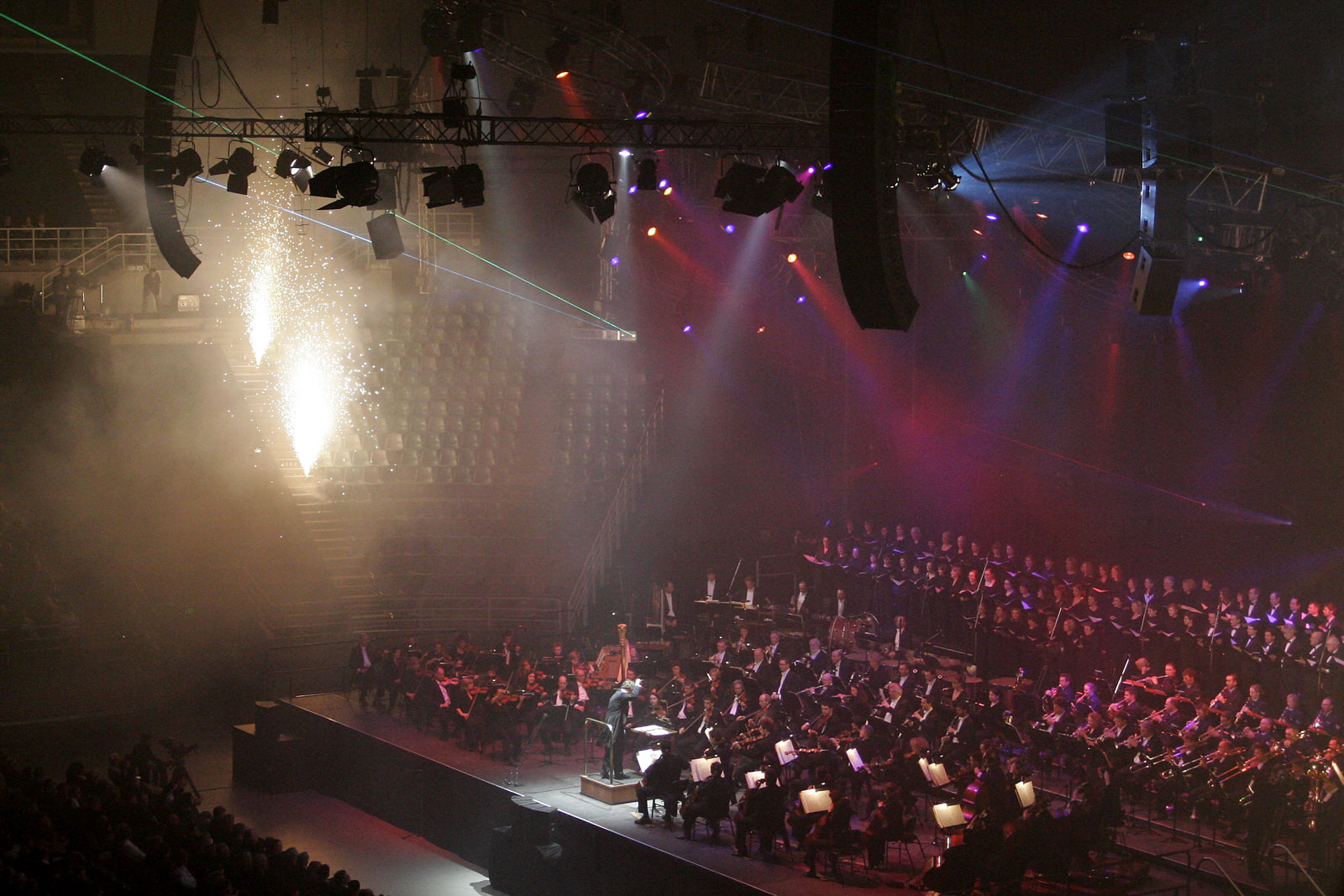
Aufführung durch das Royal Philharmonic Orchestra (2005)

Die Ouverture solennelle „1812“ op. 49 ist ein Werk von Pjotr Iljitsch Tschaikowski, das den Sieg Russlands in den Napoleonischen Kriegen 1812 darstellt. Uraufgeführt wurde sie mit großem Erfolg in der Christ-Erlöser-Kathedrale (Moskau) am 20. August 1882.

## Entstehungsgeschichte
Die Ouvertüre 1812 war eine Auftragskomposition, die Tschaikowsky von Nikolaj Rubinstein verschafft wurde. Ursprünglich war die Ouvertüre für die feierliche Einweihung der Christ-Erlöser-Kathedrale in Moskau vorgesehen, die Zar Alexander I. aus Dankbarkeit für den Sieg gegen Napoleon erbauen ließ. Aufgrund eines Anschlags auf Zar Alexander II. wurde die Kirche, die einen Zentralbau der russischen Orthodoxie und des Zarentums des 19. Jahrhunderts darstellt, jedoch erst später eingeweiht.

## Besetzung
Piccoloflöte, 2 Flöten, 2 Oboen, Englischhorn, 2 Klarinetten, 2 Fagotte, 4 Hörner, 2 cornet à pistons, 2 Trompeten, 3 Posaunen, Tuba, Pauke, Triangel, Tamburin, Kleine Trommel, Becken, Große Trommel, Kirchenglocken, Kanonen, Streicher. Optional ist noch eine Banda angeführt.
Zu den Kanonen heißt es in der Partitur: „Ein Instrument, das im Theater zur Simulation von Kanonenschüssen verwendet wird.“

## Musikalische Struktur
Die Ouvertüre 1812 entspricht vom Wesen her einer Battaglia und folgt im Wesentlichen dem Aufbau einer solchen: Aufstellung der Heere – Kampflärm – Siegeslied (vgl. hierzu etwa Beethovens Wellingtons Sieg oder die Schlacht bei Vittoria).
Das Stück wird mit feierlichen Klängen eingeleitet, die an die Gottesdienste in russischen Kirchen nach der Kriegserklärung erinnern sollen. Tschaikowski verwendet hier das orthodoxe Troparion vom Heiligen Kreuz („Gott, bewahre dein Volk“).
Nach einer Passage der Verunsicherung folgt die (musikalische) Aufstellung der russischen Truppen. Darauf folgt eine erste Passage des Kampfes, in der die französische Marseillaise erklingt und als Sinnbild für die anfänglichen französischen Siege im Krieg und die Besetzung von Moskau im September 1812 gesehen werden kann. Die Marseillaise war zwar 1812 nicht die französische Nationalhymne, in der Zeit der Entstehung des Werks jedoch war sie umso deutlicher ein musikalisches Sinnbild für die Franzosen. Darauf folgt ein Thema, das eine Art Hoffnung widerspiegelt; in Fis-Dur strahlt es nach dem „Kampflärm“ umso mehr.
Das nachfolgende russische Volkstanzthema U worot, worot bringt ein folkloristisches Moment (bezeichnend etwa die Begleitung mit dem Tamburin) in die Ouvertüre. In Zeiten der russischen Expansion im gesamten 19. Jahrhundert spielt die Rückbesinnung auf die Tradition – zum einen die orthodoxe Kirche, zum anderen eben Volkslieder – eine wichtige Rolle. Es folgt eine weitere Passage des Kampfes, in der die Marseillaise und das russische Volkslied gegeneinander „kämpfen“. In dieser Passage sind auch Kanonenschüsse zu hören, die den Kampf noch einmal besonders untermauern, was in einer langen Passage von Streicher-Abgängen endet, ohne dass deutlich wird, wer als Sieger hervorgeht. Erst der darauf folgende Teil, in dem der Anfangschoral nun majestätisch-pompös im Tutti mit Glockengeläut ein weiteres Mal erklingt, macht den russischen Sieg zur Gewissheit.
Den Abschluss bildet die russische Zarenhymne Gott erhalte den Zaren von Alexei Lwow, die nun optional von einer Banda unterstützt werden kann. Diese Szenen wurden auch in Krieg und Frieden von Tolstoi beschrieben.

## Wirkung
Heute ist es ein in populären Konzerten gern gespieltes und bejubeltes Stück, obwohl Tschaikowski die Ouvertüre zunächst eher skeptisch betrachtete und ihr jeglichen künstlerischen Wert absprach. So schrieb er etwa an Nadeschda von Meck: „Die Ouvertüre wird recht laut und lärmend sein, besitzt aber, da ich sie ohne Liebe geschrieben habe, keinen künstlerischen Wert.“
Auch in der Zeit nach dem Sturz des Zaren blieb das Werk in der Sowjetunion beliebt. Die Zarenhymne war jedoch ein Dorn im Auge des Regimes, weswegen sie durch Heil dir, heil dir, o Russlands Zar aus der Glinka-Oper Ein Leben für den Zaren (damals unter dem Titel Iwan Sussanin bekannt) ersetzt wurde.
Auf seiner Tournee 1891 in die USA dirigierte Tschaikowski seinen Marche Solennelle (nicht zu verwechseln mit der Ouvertüre Solennelle) zur Eröffnung der Carnegie Hall am 5. Mai 1891. Die Ouvertüre 1812 wird seither in den USA gern zum Nationalfeiertag am 4. Juli aufgeführt, was nicht einer gewissen Ironie entbehrt, da die Ouvertüre einen Sieg der damaligen Gegner über den damaligen Verbündeten der USA im Zweiten Amerikanischen Unabhängigkeitskrieg feiert, dessen Beginn ebenfalls auf 1812 datiert.

## Adaptionen
- Zusätzliche Bekanntheit erlangte die Ouvertüre durch die Verwendung einer markanten Passage daraus für das Intro von Night of Fear, dem ersten Top-Hit (1967) der britischen Pop-Gruppe The Move.
- Die Swingle Singers haben eine leicht gekürzte A-cappella-Fassung der Ouvertüre (inklusive „Glocken“ und „Kanonen“) im Repertoire.
- Rainbow verarbeitet die Ouvertüre im Drum-Solo ihres Titels Still I'm Sad. Dies ist u. a. auf dem Münchner Livealbum von 1977 dokumentiert (mit „Glocken“ und „Kanonen“).
- Die Hip-Hop Gruppe Army of the Pharaohs verwendet einen Teil des ersten Largos der Ouvertüre als Sample in ihrem Titel The Presidents Wife.

### Spielfilme
- Im Film Help! (1965) von den Beatles wird der letzte Teil der Ouvertüre gespielt, nachdem der Panzer abgeschossen wurde.
- Im Film Gorky Park (1983) wird ein dreifacher Mord genau in dem Moment verübt, in dem die Kanonen abgeschossen werden, weshalb er von den Passanten unbemerkt geschieht.
- Im Film Der Club der toten Dichter (1989) summt John Keating (Robin Williams) Ausschnitte der Melodie der Ouvertüre mehrmals.
- Im Film Explosiv – Blown Away (1994) wird die Ouvertüre 1812 am Ende des Filmes zum Feuerwerk zur Feier des 4. Juli gespielt. Kate Dove (verkörpert durch Suzy Amis), die Frau des Protagonisten James „Jimmy“ Dove (verkörpert durch Jeff Bridges), spielt in dem Orchester eine Violine.
- Im Film Twister hört einer der Forscher die Ouvertüre auf der Fahrt zum Tornado im Auto und singt mit.
- Im Film Unter der Sonne der Toskana (2003) singt die von Diane Lane gespielte Schriftstellerin Frances Mayes, vor Angst erstarrend, die Ouvertüre in ihrem neu gekauften Haus Bramasole in der Toskana, während es draußen stürmt.
- Im Film V wie Vendetta (2005) baut das Thema des Soundtracks auf dieser Ouvertüre auf.

### Fernsehserien
- In einer Episode der zweiten Staffel der Serie Das A-Team kommt ein kurzer Ausschnitt der Ouvertüre vor, als die US-Army ein Gebäude beschießt und stürmt, in dem sie die Protagonisten vermutet.
- Bei den Simpsons wird in der Folge 7F06 die Ouvertüre vom Grundschulorchester dargeboten, inklusive Glocken und Kanonen.
- In der Science-Fiction-Serie Farscape taucht erstmals in Episode eins der vierten Staffel ein DRD (eine Art Wartungsroboter) mit dem Namen „1812“ auf, welcher zusammen mit dem Protagonisten die Ouvertüre anstimmt.
- In der Serie Mozart in the Jungle spielen die New Yorker Philharmoniker die Ouvertüre bei einer spontanen Außenprobe (Staffel 1, Folge 6, „Ouvertüre 1812“).
- In der 13. Episode der zehnten Staffel der Serie Columbo spielt der Mörder, Dirigent Findlay Crawford, zu Beginn der Befragung Inspektor Columbo einen Ausschnitt aus der Ouvertüre vor und dirigiert dazu vom Schreibtisch aus.
- In der 14. Episode der ersten Staffel der Serie Sledge Hammer! ist ein Ausschnitt im Autoradio von Sledge Hammer zu hören, der begeistert die Kanonenschläge mit Gesten untermalt.
- In der 18. Episode der ersten Staffel der Serie Millennium – Fürchte deinen Nächsten wie Dich selbst ist die Ouvertüre in Szenen, die auf dem Mount Baker, North Cascades, Washington spielen, zu hören

### Weitere
- In der Graphic Novel V wie Vendetta von Alan Moore wird die Ouvertüre während einer entscheidenden Phase von dem Protagonisten gespielt.
- Im Brettspiel Knackt den Safe wird eine Synthesizer-Version der Ouvertüre bei Gewinn des Spiels abgespielt.
- Im Computerspiel Risiko II zum Brettspiel Risiko wird die Ouvertüre 1812 als Menü-Hintergrundmusik verwendet.
- Im Computerspiel Overwatch wird die Ouvertüre hin und wieder vom Sprengstoffexperten Junkrat angestimmt.
- Im Computerspiel Payday 2 spielt Locke die Ouvertüre beim erstürmen des Bunkers im Level „Unter dem Berg“
- Von der Firma Gottlieb gibt es einen Flipper namens Class of 1812, das auf Themen dieses Stücks aufbaut und diese auch musikalisch verwendet.

## Trivia
- Wegen des Einsatzes von Kanonen und Kirchenglocken werden Aufnahmen des Stücks auch häufig verwendet, um die dynamischen Fähigkeiten von hochwertigen Wiedergabesystemen zu testen. So enthält die Schallplattenpressung mit dem Cincinnati Symphony Orchestra unter der Leitung von Erich Kunzel aus dem Jahr 1979 (Telarc DG-10041) durch digital aufgezeichnete und in der Endbearbeitung hinzugemischte reale Kanonenschüsse Auslenkungen der Plattenrille von ca. 300 µm (üblich sind maximal 80 µm). Nur sehr wenige, perfekt aufeinander abgestimmte und justierte Tonabnehmer-Tonarmkombinationen sind in der Lage, solche Amplituden abzutasten. In der Regel springt die Abtastnadel aus der Rille; es kann zur Beschädigung des Abtastdiamanten oder sogar zum Bruch des Nadelträgers kommen.
- John Bonham, Schlagzeuger der britischen Rockband Led Zeppelin, hatte geplant, den gesamten rhythmischen Teil selbst aufzunehmen. Dazu kam es jedoch nicht mehr, da er 1980 verstarb.
- In dem Calvin-und-Hobbes-Band „Von Monstern, Mädchen und besten Freunden“ von Bill Watterson kommentiert Calvin das Stück, als Hobbes Schallplatten hört:

Calvin: Gefällt mir irgendwie. Interessante Schlagzeugpassage.
Hobbes: Das sind Kanonen.
Calvin: Das spielen die in voll besetzten Konzerthäusern?? Und ich dachte, klassische Musik wäre langweilig!